# Guy Lewis
Guy Vernon Lewis jr. (Arp, 19 marzo 1922 – Houston, 26 novembre 2015) è stato un allenatore di pallacanestro statunitense, attivo a livello NCAA.
Dal 2013 fa parte del Naismith Memorial Basketball Hall of Fame.

## Carriera
Ha allenato gli Houston Cougars per 30 anni dal 1956 al 1986, ottenendo 592 vittorie e 279 sconfitte. Ha disputato 14 Campionati NCAA, centrando la final four in cinque occasioni.
Muore il 26 novembre 2015 a 93 anni.

## Palmarès
- Associated Press College Basketball Coach of the Year (1968, 1983)
- Henry Iba Award (1968)
- NABC Coach of the Year (1968)